# キルトの家
『キルトの家』は、2012年1月20日と2月4日にNHK総合テレビ「土曜ドラマスペシャル」として放送されたドラマである。

## キャスト
- 橋場勝也 - 山﨑努
- 南レモン - 杏
- 南 空 - 三浦貴大
- 桜井一枝 - 松坂慶子
- 沖山志津 - 佐々木すみ江
- 沢田道治 - 織本順吉
- 下田美代 - 正司歌江
- 伊吹清子 - 緑魔子
- 河合秀一- 北村総一朗
- 野崎高義- 上田耕一
- 南大地 ‐ 新井浩文
- 南睦美 ‐ 猫背椿
- 綾乃ママ - 根岸季衣
- 米川淑子 - 余貴美子

## スタッフ
- 作 - 山田太一
- 演出 - 本木一博
- 音楽 - 加古隆
- プロデュース - 黒沢淳[2]

## リファレンス
1. ↑  “NHKドラマ土曜ドラマスペシャル「キルトの家」”. 2015年9月9日閲覧。
2. ↑  “ヒットがみえる！エンタメマーケット情報サイト” (2012年7月16日). 2015年9月9日閲覧。